# Lubowidz (województwo pomorskie)
Lubowidz (niem. Luggenwiese) – wieś w Polsce, położona w województwie pomorskim, w powiecie lęborskim, w gminie Nowa Wieś Lęborska.
Wieś nad Jeziorem Lubowidzkim, w pobliżu zawieszonej obecnie linii kolejowej Lębork-Sierakowice-Kartuzy, jest siedzibą sołectwa Lubowidz, w którego skład wchodzą również Ługi, Mosty, Nisko i Rybnik.
Nazwa wsi pochodzi od staropolskiego imienia Lubowid.
| SIMC    | Nazwa  | Rodzaj                  |
| ------- | ------ | ----------------------- |
| 0748454 | Ługi   | przysiółek (do 2023 r.) |
| 0748490 | Mosty  | przysiółek (do 2023 r.) |
| 0997230 | Nisko  | część wsi               |
| 0748431 | Rybnik | część wsi               |

W latach 1975–1998 miejscowość administracyjnie należała do województwa słupskiego.

## Historia
Wieś notowana od roku 1400, początkowo w brzmieniu Lubovese, po czym w roku 1455 już Luggewiese. Polskie brzmienie nazwy w formie Lubowidze pojawia się w roku 1686 . Słownik geograficzny Królestwa Polskiego z roku 1884 wymienia wieś „Ługi” alias „Luggewiese”.
W pobliżu miejscowości odkryto cmentarzysko kultury wielbarskiej datowane na okres od I do II wieku. Od nazwy miejscowości została nazwana pierwsza faza chronologiczna tej kultury.
Około 2 km na południe od wsi znajduje się nazwane wzniesienie Glinniki.

## Zabytki
Według rejestru zabytków NID na listę zabytków wpisany jest kościół filialny pw. św. Stanisława Kostki, 1909, nr rej.: A-1710 z 29.06.2000.